# Acrossus yunlingensis
Acrossus yunlingensis är en skalbaggsart som beskrevs av Rudolph Petrovitz 1961. Acrossus yunlingensis ingår i släktet Acrossus och familjen Aphodiidae. Inga underarter finns listade i Catalogue of Life.